# Méchage

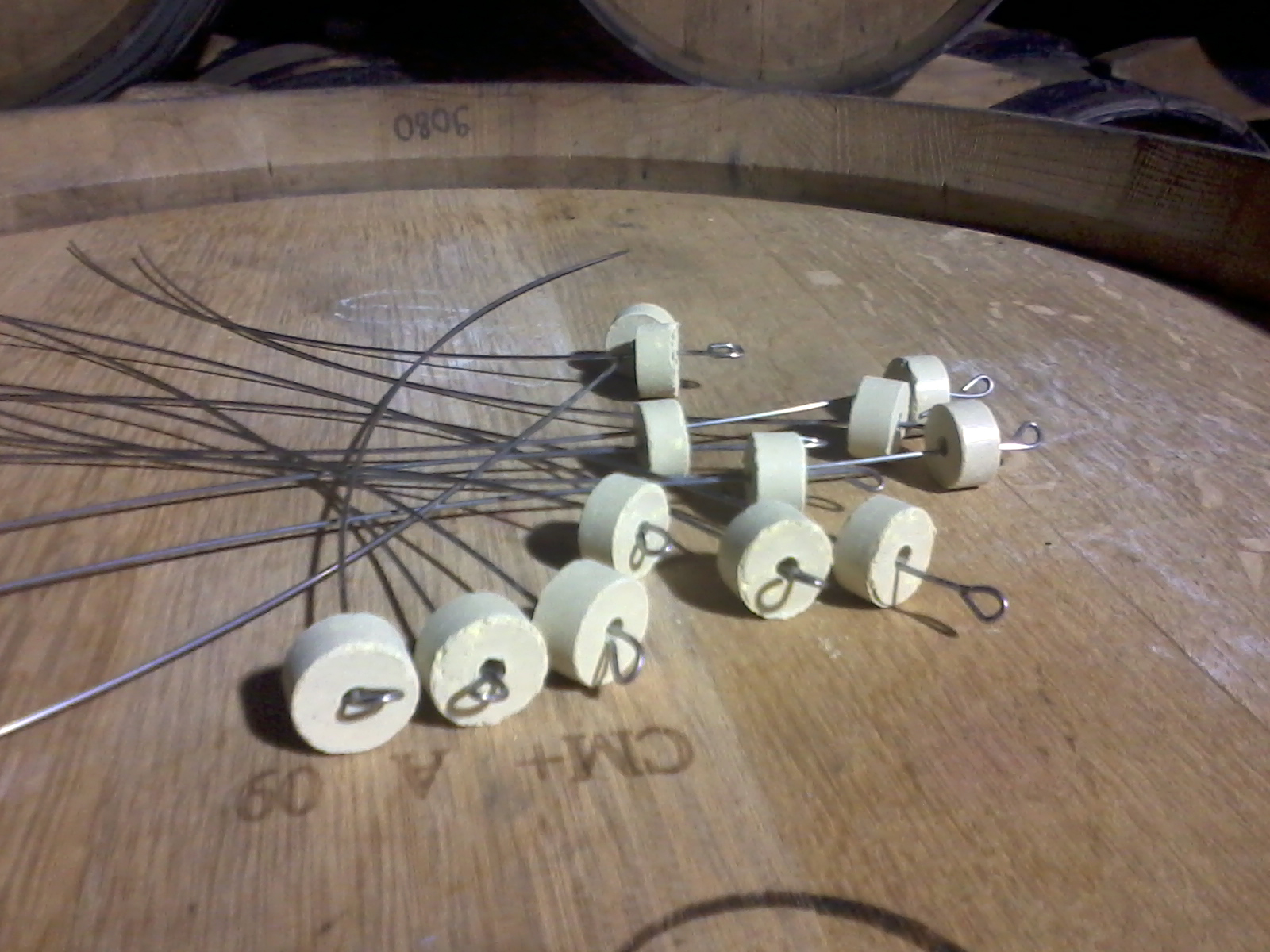
Mèches de soufre prêtes à être brûlées dans des fûts.

Le méchage est l'action de brûler une mèche de soufre.

## Composition des mèches
Les mèches peuvent être faites de tissu trempé dans le soufre puis solidifiées, ou d'une pastille de soufre fleur agglomérée. La quantité de soufre brûlée est d'environ 5 grammes par fût pour un méchage normal, soit 2,5 g/hL du contenant à mécher.

## Réaction chimique
La combustion du soufre avec l'oxygène donne du dioxyde de soufre gazeux selon la réaction :
S + O2 → SO2

## Intérêt œnologique
C'est une pratique qui permet de maintenir un milieu sain dans un fût vide, en attendant de le remplir à nouveau de vin. Le gaz permet d'aseptiser le milieu, sans pour autant désinfecter le bois en profondeur. L'opération est à renouveler tous les un à deux mois.
Il permet d'empêcher le développement de levures et bactéries non souhaitables.
Lorsque le fût est en passe d'être rempli, il peut subsister des résidus de soufre qui pourraient se dissoudre dans le vin. Il convient d'effectuer un rinçage à l'eau du fût pour éviter cette dissolution et aurait un effet sur le vin.

## Précaution
Le dioxyde de soufre gazeux est toxique et irritant pour les voies pulmonaires.